# Denys Popov
Denys Popov (nacido en Myhiya, Raión de Pervomaisk, Óblast de Mykolaiv, Ucrania, 17 de febrero de 1999) es un futbolista ucraniano que juega como defensa central en el Dinamo de Kiev de la Liga Premier de Ucrania. Se consagró campeón de la Copa Mundial de Fútbol Sub-20 con la selección de Ucrania.

## Trayectoria
Popov es producto de las escuelas deportivas del RVUFK Kiev y del Dinamo de Kiev, equipo con el que fue progresando a través de las categorías juveniles. Con el equipo sub-19 salió campeón de Ucrania y pasó a jugar con las reservas hasta julio de 2017, cuando fue promovido al primer equipo.
El 31 de octubre de 2018 entró por primera vez en una convocatoria oficial del conjunto principal por Copa de Ucrania y el 13 de abril de 2019 hizo su debut profesional jugando desde el arranque en la victoria de liga por 1-0 sobre Mariupol. El 30 de octubre del mismo año marcó el primer gol de su carrera en el clásico ucraniano frente al Shajtar Donetsk, al convertir el 2-1 al minuto 110 por los octavos de final de la Copa de Ucrania 2019/20, tanto que le permitió al Dinamo el pase a la siguiente ronda.

## Selección nacional
Popov ha integrado casi todas las categorías juveniles de la selección de fútbol de Ucrania, saliendo campeón de la Copa Mundial de Fútbol Sub-20 de 2019. También ha formado parte de la sub-17 (9 p. 1 gol), sub-18 (1 p.), sub-19 (12 p. 1 gol), sub-20 (9 p. 4 goles) y sub-21 (2 p.).
Con la sub-17 participó del Campeonato Europeo Sub-17 de la UEFA 2016 y con la sub-19 fue parte del equipo que llegó a las semifinales del Campeonato Europeo de la UEFA Sub-19 2018, donde fue titular.
Durante el Mundial sub-20 de 2019 realizado en Polonia, Popov fue titular indiscutible en el centro de la defensa de Ucrania que salió campeona por primera vez en su historia. Popov además anotó tres goles durante el torneo: ante Estados Unidos y Catar por la fase de grupos y ante Panamá por los octavos de final. Se perdió sin embargo la final ante Corea del Sur tras ver la tarjeta roja en el partido de semifinales ante Italia.
El 23 de mayo de 2021 debutó con la absoluta en un amistoso ante Baréin que finalizó en empate a uno.

### Participaciones en Copas del Mundo
| Mundial                               | Sede    | Resultado | Partidos | Goles |
| ------------------------------------- | ------- | --------- | -------- | ----- |
| Copa Mundial de Fútbol Sub-20 de 2019 | Polonia | Campeón   | 6        | 3     |

### Participación en Eurocopas
| Torneo                              | Sede       | Resultado        | Partidos | Goles |
| ----------------------------------- | ---------- | ---------------- | -------- | ----- |
| Campeonato de Europa Sub-17 de 2016 | Azerbaiyán | Primera fase     | 3        | 0     |
| Campeonato de Europa Sub-19 de 2018 | Finlandia  | Semifinal        | 4        | 0     |
| Eurocopa 2020                       | Europa     | Cuartos de final | 0        | 0     |

## Clubes y estadísticas
Actualizado el 18 de mayo de 2025.
| Dinamo de Kiev · Ucrania                                                                                   | 2018-19       | 1.ª           | 1  | 0 | 0 | 0 | 0  | 0 | 1   | 0  |
| Dinamo de Kiev · Ucrania                                                                                   | 2019-20       | 1.ª           | 16 | 1 | 3 | 1 | 3  | 0 | 22  | 2  |
| Dinamo de Kiev · Ucrania                                                                                   | 2020-21       | 1.ª           | 15 | 2 | 2 | 0 | 8  | 1 | 25  | 3  |
| Dinamo de Kiev · Ucrania                                                                                   | 2021-22       | 1.ª           | 1  | 1 | 0 | 0 | 0  | 0 | 1   | 1  |
| Dinamo de Kiev · Ucrania                                                                                   | 2022-23       | 1.ª           | 18 | 1 | ― | ― | 6  | 0 | 24  | 1  |
| Dinamo de Kiev · Ucrania                                                                                   | 2023-24       | 1.ª           | 24 | 1 | 1 | 0 | 3  | 0 | 28  | 1  |
| Dinamo de Kiev · Ucrania                                                                                   | 2024-25       | 1.ª           | 21 | 1 | 3 | 0 | 11 | 1 | 35  | 2  |
| Dinamo de Kiev · Ucrania                                                                                   | Total club    | Total club    | 96 | 7 | 9 | 1 | 31 | 2 | 136 | 10 |
| Total carrera                                                                                              | Total carrera | Total carrera | 96 | 7 | 9 | 1 | 31 | 2 | 136 | 10 |
| (1)Incluye datos de la Copa de Ucrania (2019/20). (2)Incluye datos de la Liga Europa de la UEFA (2019/20). |               |               |    |   |   |   |    |   |     |    |

## Palmarés

### Títulos nacionales
| Título                  | Club                 | País    | Año     |
| ----------------------- | -------------------- | ------- | ------- |
| Supercopa de Ucrania    | F. C. Dinamo de Kiev | Ucrania | 2019    |
| Copa de Ucrania         | F. C. Dinamo de Kiev | Ucrania | 2019-20 |
| Supercopa de Ucrania    | F. C. Dinamo de Kiev | Ucrania | 2020    |
| Liga Premier de Ucrania | F. C. Dinamo de Kiev | Ucrania | 2020-21 |
| Copa de Ucrania         | F. C. Dinamo de Kiev | Ucrania | 2020-21 |
| Liga Premier de Ucrania | F. C. Dinamo de Kiev | Ucrania | 2024-25 |

### Títulos internacionales
| Título                        | Club (*)       | País    | Año  |
| ----------------------------- | -------------- | ------- | ---- |
| Copa Mundial de Fútbol Sub-20 | Ucrania sub-20 | Polonia | 2019 |

(*) Incluyendo la selección.